# Sylvia Rexach
Sylvia Rexach (22 janvier 1922 - 20 octobre 1961) est une scénariste de comédie, poète, chanteuse et compositrice de boléros.
Elle abandonna l'université de Porto Rico en 1942 et rejoignit l'armée des États-Unis en tant que membre du Women's Army Corps où elle sert comme commis de bureau jusqu'en 1945, date à laquelle elle est libérée avec les honneurs.